# Rymddocka

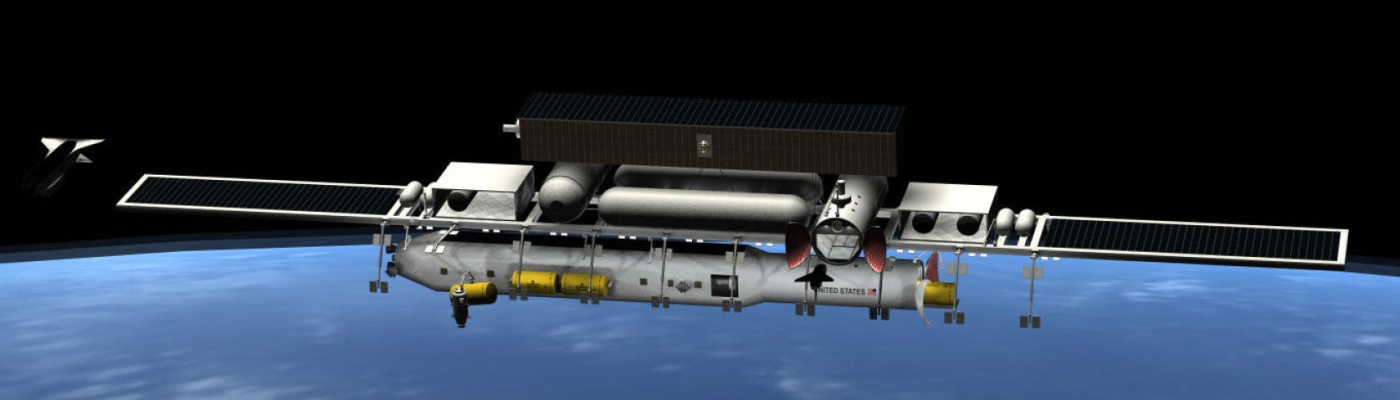
Föreslagen amerikansk rymddocka. Robotarmarna används för att bygga en stor rymdfarkost, medan ett rymdflygplan är på väg in i hangaren.

En rymddocka är i science fiction-berättelser en motsvarighet till sjöfartens torrdockor. I en rymddocka kan rymdfarkoster åka in för exempelvis reparation, men den kan också användas för att bygga nya rymdfarkoster. Rymddockor förekommer bland annat i Star Trek, Star Wars, Stiftelseserien och Babylon 5.

### Fotnoter
1. ↑  ”Rymddocka-typ”. Star Trek-databas. http://www.startrekdb.se/stationer/stationer.php?station=10. Läst 2 oktober 2014.